# Unione dei Giovani Lavoratori d'Albania
L'Unione dei Giovani Lavoratori d'Albania (in albanese: Bashkimi i Rinisë së Punës Së Shqipërisë, BRPSH) era l'organizzazione giovanile del Partito del Lavoro d'Albania. Fondata il 23 novembre del 1941 con il nome di Unione della Gioventù Comunista, fu sciolta nel 1991 contemporaneamente alla dissoluzione del Partito del Lavoro.

## Organizzazione
L'Unione, membro del Fronte Democratico, operò direttamente sotto il Partito del Lavoro d'Albania tramite i suoi organi locali e sotto la supervisione dei comitati distrettuali o cittadini. Fondata nel 1941, veniva considerata come uno dei più importanti ausiliari del Partito di cui condivideva la stessa struttura organizzativa: l'unione aveva infatti dei propri comitati cittadini e distrettuali e degli organi superiori, tra cui un Politburo ed un Comitato centrale. L'organizzazione giovanile era stata creata sul modello del Komsomol creato dal Partito Comunista dell'Unione Sovietica.
Gli oltre 200 000 membri dell'Unione avevano un'età compresa tra i quindici ed i venticinque anni. L'organizzazione aveva la responsabilità di controllare tutti i movimenti pionieristici albanesi (tra cui l'associazione dei Pionieri di Enver) che comprendevano bambini dai sette ai quattordici anni, oltre a quella di attuare le direttive del partito tra i giovani e mobilitare le cosiddette "brigate di volontari del lavoro" da impiegare per progetti economici speciali. L'adesione all'Unione costituiva un prerequisito per coloro che volevano aspirare ad una carriera all'interno del partito o nell'apparato statale.
| Controllo di autorità | VIAF (EN) 125588565 · LCCN (EN) n87949338 |